# Jan Stachura (żołnierz)

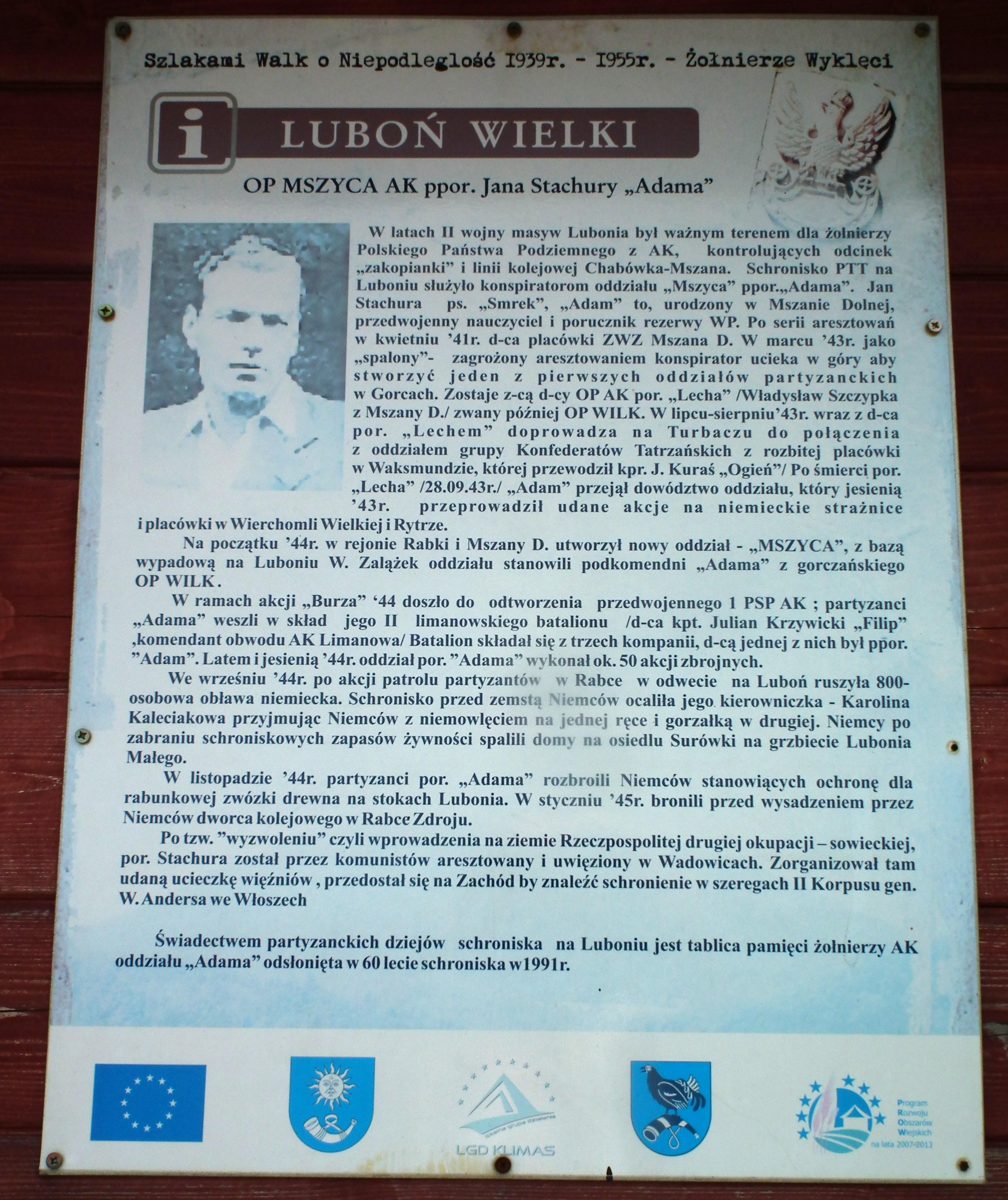
Tablica na schronisku PTTK na Luboniu Wielkim

Jan Stachura, ps. „Smrek”, „Adam” (ur. 15 maja 1916 w Mszanie Dolnej, zm. 11 czerwca 1985 w Villiers-le-Morhier) − oficer Wojska Polskiego i Armii Krajowej, dowódca oddziału partyzanckiego „Wilk” a później 6 kompanii II batalionu w 1 pułku strzelców podhalańskich AK, w 1945 roku uwięziony przez Urząd Bezpieczeństwa, uciekł z więzienia w Wadowicach i przedostał się do Francji.

## Życiorys
Rodzicami Jana Stachury byli Adam, pracownik kolejowy i Maria z domu Topielec. Miał trzech braci i dwie siostry. Od 1930 uczęszczał do Prywatnego Seminarium
Koedukacyjnego w Jordanowie, w którym w czerwcu 1935 zdał egzamin maturalny i uzyskał prawo nauczania w szkołach podstawowych. W tym samym roku zgłosił się do odbycia jednorocznej ochotniczej służby wojskowej. Został przyjęty na Dywizyjny Kurs Podchorążych Rezerwy 21 DPG przy 4 Pułku Strzelców Podhalańskich w Cieszynie. Od 1937 uczył na Wileńszczyźnie. Był związany z ruchem ludowym.
We wrześniu 1939 roku powołany do wojska podchorąży rezerwy, wziął udział w walkach w składzie oddziałów Armii Karpaty. Po jej rozbiciu ukrywał się w okolicach Szczawy. Na początku 1940 roku współorganizował, i przejściowo dowodził, pod pseudonimem „Smrek” (z Władysławem Szczypką „Lechem” i Stanisławem Ziębą „Rysiem”), placówką ruchu oporu „Mnich”, włączoną następnie do Związku Walki Zbrojnej i Armii Krajowej. W 1942 roku Władysław Szczypka i Jan Stachura tworzą własne oddziały partyzanckie: „Wilk” i „Mszyca”, działające na terenie Gorców.
W pierwszych miesiącach 1943 roku doszło do połączenia się oddziałów „Lecha” i „Smreka”, do których wkrótce dołączył ze swą grupą Józef Kuraś „Ogień”. Dowódcą połączonego oddziału „Wilk”, został porucznik Władysław Szczypka, jego zastępcą Jan Stachura. Był to pierwszy duży oddział partyzancki Armii Krajowej działający w rejonie Turbacza, podlegający nowosądeckiemu Inspektoratowi AK. Jesienią 1943 roku w wypadku z bronią śmierć poniósł porucznik „Lech” i dowódcą „Wilka” został Jan Stachura. W tym samym czasie aresztowano jego rodziców oraz siostry i osadzono w obozie w Płaszowie. Ojciec zmarł wkrótce po uwięzieniu i na jego cześć Jan Stachura przyjął nowy pseudonim „Adam”.
Do ważniejszych akcji oddziału „Adama” należały: opanowanie stanicy Grenzschutzu w Wierchomli 8 października 1943 roku i atak na placówkę niemieckiej służby leśnej (Forstschutzu) w Rytrze kilka dni później. Jesienią do oddziału dołączyli dwaj zbiegli z obozu jenieckiego żołnierze alianccy: Kanadyjczyk Hubert Brooks i Szkot John Duncan. Pod koniec 1943 roku dowództwo nad „Wilkiem” objął porucznik Krystian Więckowski „Zawisza”, zaś Jan Stachura został skierowany w rejon Lubonia Wielkiego, gdzie poprowadził kurs podchorążych.
W 1944 roku Inspektorat AK w Nowym Sączu przystąpił do organizacji 1 Pułk Strzelców Podhalańskich AK, dowodzonego najpierw przez podpułkownika Stanisława Mireckiego „Pocieja”, a po jego śmierci w sierpniu przez majora Adama Stabrawę „Borowego”. Jan Stachura został dowódcą 6-tej kompanii II batalionu, operującego na terenie powiatu limanowskiego, w lasach na stokach Lubonia i Turbacza. W ciągu kilku ostatnich miesięcy 1944 roku kompania „Adama” przeprowadziła szereg udanych akcji, między innymi likwidację posterunku żandarmerii w Kamienicy, atak na sanatorium dla rekonwalescentów niemieckich w Rabce, rozbrojenie placówki słowackiej straży granicznej w Wierchomli czy grupy żołnierzy niemieckich w rejonie Zarytego. Słynne w Rabce stały się wypady partyzantów „Adama” do miasteczka, podczas których rozbrajali oni napotkanych żołnierzy niemieckich i wypuszczali wolno w samej bieliźnie i boso. Kompania ubezpieczała również okoliczne miejsca zrzutów. Podczas części z tych akcji polscy partyzanci współpracowali z działającymi w okolicy oddziałami radzieckimi.
Jeszcze podczas wojny Jan Stachura poślubił Kazimierę Sobieską, córkę profesora Wacława Sobieskiego. Na początku 1945 roku, wykonując rozkaz Komendanta Okręgu AK Kraków, oddział „Adama” został zdemobilizowany. On sam powrócił do Mszany Dolnej, ale wkrótce otrzymał od organów bezpieczeństwa propozycję współpracy. Po odmowie został aresztowany i skazany na 14 lat łagru. Osadzony tymczasowo w więzieniu w Wadowicach, zorganizował w dzień Bożego Narodzenia brawurową ucieczkę wraz z 15 innymi więźniami. Dzięki kontaktom żony oboje dostali się do transportu byłych francuskich jeńców wojennych, powracających do ojczyzny. Przy pomocy młodszego brata Jana, Władysława, oficera 1 Dywizji Pancernej, osiedlili się we Francji, gdzie prowadzili gospodarstwo rolne. Jan Stachura zmarł w 1985 roku w miejscowości Villiers-le-Morhier i tam został pochowany. Miał troje dzieci: syna Marka oraz córki Małgorzatę i Jadwigę.